# 23-то средно училище „Фредерик Жолио-Кюри“
23 средно училище „Фредерик Жолио-Кюри“ се намира в София, квартал „Слатина".

## История
Основано е през 1950 г. като основно училище с името „Антим I“, а през 1960 г. приема сегашното си име с патрон големия учен Фредерик Жолио-Кюри. Първоначално се намира на върха на Редута заедно със СПТУ. През 1969 г. го обединяват с 24 ЕСПУ от ж.к. „Хаджи Димитър“ и много хаджидимитровци го завършват. През същата година е завършена и новата сграда на гимназията на бул. Ситняково (бивш „Христо Кабакчиев“). Директор тогава е историкът Ефрем Кочев. През 1975 г. получава грамота на район „Васил Левски“ и орден „Кирил и Методий“.

## Съвременно състояние
Понастоящем директор на училището е Иванка Вълкова.
Заместник-директори са Красимира Йончева, Елена Драганова.
Училището разполага с 40 кабинета, голям и малък физкултурен салон, хореографска зала, фитнес зала, 4 компютърни кабинета, ученически стол и бюфет и киносалон.
През 2014 г. в училището е открита първата „смарт класна стая“ в България. Разполага и с достъп и асансьор за хора с увреждания. За учебната 2017/ 2018 година в училището има 1052 ученици, разпределени в 45 паралелки.

## Бивши директори
- Ефрам Кочев
- Тодорка Страхилова
- Нина Чанева

## Георги Аспарухов-Гунди (легенда на Левски, футболист)
Възпитаник на 4та гимназия (по-късно 23та гимназия)
- Тодор Пейчев (р. 1972), писател
- Петко Сертов (р. 1956), офицер от Държавна сигурност[6]
- Венцислав Тоцев (р. 1988), журналист